# (23897) Daikuroda
(23897) Daikuroda est un astéroïde de la ceinture principale.

## Description
(23897) Daikuroda est un astéroïde de la ceinture principale. Il fut découvert le 17 septembre 1998 à la station Anderson Mesa par le programme LONEOS. Il présente une orbite caractérisée par un demi-grand axe de 2,73 UA, une excentricité de 0,05 et une inclinaison de 4,0° par rapport à l'écliptique.

## Compléments